# Ossessione del passato
Ossessione del passato (The Shining Hour) è un film del 1938 diretto da Frank Borzage.

## Trama
L'orchestra suona al Club Sirocco di Long Island e due ballerini danzano nella sala. Lei è Olivia Riley, i suoi piedi disegnano le note sullo spartito della pista, mentre appare in un vestito chiarissimo che le mette in risalto la leggiadra figura. A guardarla, tra il pubblico, c'è l'amato, il ricchissimo agricoltore Enrico Linden. I due vanno a vivere nella casa natale di lui dove, ad attenderla, vi sono la sorella di Enrico, Anna, una donna talmente morigerata da mostrarsi subito intransigente verso la frizzante Olivia; Davide Linden, l'altro fratello, e Giulia, sua sposa, che si dimostra, invece, cordiale con la nuova arrivata.
Gli atteggiamenti ostili di Anna nei riguardi della bella Olivia perdurano ed anzi peggiorano quando la sorella si accorge che anche Davide è caduto vittima del fascino della donna.
Per riportare la serenità in famiglia e nel proprio rapporto con l'amata, Enrico fa costruire una casa in campagna dove la coppia andrà presto a vivere. Il giorno dell'inaugurazione Anna dà fuoco alla villa e Giulia, che si è accorta dell'infatuazione del marito per la cognata, si getta nelle fiamme.
A salvarle la vita è proprio Olivia, che la restituisce alle braccia del marito, pentito e desideroso di farsi perdonare dalla moglie. Olivia decide di andarsene per sempre ma, a quel punto, è Anna a gridare ad Enrico di non lasciarla partire da sola.

## Produzione
Il film fu prodotto dalla Metro-Goldwyn-Mayer. La Crawford convinse Mayer ad acquistare i diritti di Fascino, un dramma di Keith Winter del 1934 di cui l'attrice si era innamorata, dopo aver assistito ad uno spettacolo col marito Tone a New York; ella chiese inoltre che gli altri due ruoli femminili venissero affidati a Fay Bainter e a Margaret Sullavan. Il produttore la mise in guardia sulle due donne, la cui bravura avrebbe potuto rubarle la scena nel film, ma Joan Crawford rispose: "Preferisco fare la spalla in una buona commedia che la protagonista in una cattiva".
L'antagonismo tra la Crawford e la Sullavan nacque proprio su questo set, le parole di Mayer furono profetiche, la Sullavan ai tempi delle riprese era in dolce attesa e la gravidanza della collega scosse non poco la Crawford, reduce da diversi aborti. Fu allora che si decise ad adottare una bambina, entrambe le attrici divennero madri di due femmine ma, mentre Brooke Hayward, la figlia della Sullavan scriverà, dopo il suicidio della madre, una bellissima biografia (Haywire), la figlia adottiva di Joan Crawford dedicherà alla donna parole al cianuro, in un ritratto di famiglia intitolato Mommy Dearest (Mammina Cara).
L'altra celebre antagonista della Crawford fu Bette Davis, al rapporto fra le due attrici è dedicata la prima stagione della serie televisiva Feud (Bette and Joan), del 2017, incentrata sulla rivalità sorta durante le riprese di Che fine ha fatto Baby Jane?.